# Терновый куст (телесериал)
«Терновый куст» (англ. Briarpatch) — американский драматический телесериал, основанный на романе «Тернистый путь» писателя Росса Томаса, транслировавшийся на телеканале USA Network с 6 февраля 2020 года.
Перед своей премьерой на USA Network сериал был показан в 2019 году на Международном Кинофестивале в Торонто.
17 июля 2020 года стало известно, что USA Network закрыл сериал после первого сезона.

## Сюжет
Когда детектив полиции Фелисити Дилл трагически погибает после взрыва в автомобиле, её сестра, Аллегра Дилл, приезжает в городок в поисках убийцы. Вскоре, по мере продвижения расследования, Аллегра раскрывает огромную коррупционную паутину, которая охватила весь городок. 

## В ролях

### Главные
- Розарио Доусон — Аллегра Дилл
- Джей Фергюсон — Джейк Спайви
- Эди Гатеги — А. Д. Синдж
- Брайан Герати — капитан Джин Колдер
- Ким Диккенс — Ева Райтек

### Второстепенные
- Чарльз Парнелл — Сайрус
- Аллегра Эдвардс — Синди МакКейб
- Кирк Фокс — Сид
- Энрике Мурсиано — сенатор Джозеф Рамирес
- Джон Эйлуорд — Фредди Лаффтер
- Тимм Шарп — Гарольд Сноу
- Кристин Вудс — Лукреция Колдер
- Сьюзэн Парк — Дафна Оуэнс
- Алан Камминг — Клайд Брэттл
- Мел Родригес — мэр Тони Салазар
- Дэвид Пеймер — Джимми-младший
- Эдвард Аснер — Джеймс Стагхорн-старший
- Мишель Уивер — Фелисити Дилл

## Сезоны
| Сезон | Серии | Серии | Даты показа    | Даты показа     |
| Сезон | Серии | Серии | Первая серия   | Последняя серия |
| ----- | ----- | ----- | -------------- | --------------- |
| 1     | 10    | 10    | 6 февраля 2020 | 13 апреля 2020  |

## Эпизоды

### Сезон 1(2020)
| № общий | № в сезоне | Название                                                       | Режиссёр         | Автор сценария              | Дата премьеры   | Зрители в США (млн) |
| ------- | ---------- | -------------------------------------------------------------- | ---------------- | --------------------------- | --------------- | ------------------- |
| 1       | 1          | «Впервые в Святом Опале» «First Time in Saint Disgrace»        | Ана Лили Амирпур | Энди Гринвальд              | 6 февраля 2020  | 0.528               |
| 2       | 2          | «Щелчок, треск, хлопок» «Snap, Crackle, Pop»                   | Стивен Пит       | Энди Гринвальд              | 13 февраля 2020 | 0.357               |
| 3       | 3          | «Ужасные, шокирующие вещи» «Terrible, Shocking Things»         | Стивен Пит       | Ева Андерсон                | 24 февраля 2020 | 0.582               |
| 4       | 4          | «Погода с хлебным ножом» «Breadknife Weather»                  | Дезире Акхаван   | Вэй-Нин Ю                   | 2 марта 2020    | 0.627               |
| 5       | 5          | «За спиной Бога» «Behind God's Back»                           | Колин Бакси      | Хейли Харрис                | 9 марта 2020    | 0.433               |
| 6       | 6          | «Самый грешный человек на свете» «The Most Sinful Mf-er Alive» | Колин Бакси      | Райна МакКлендон            | 16 марта 2020   | 0.515               |
| 7       | 7          | «Ирис» «Butterscotch»                                          | Самира Радси     | Аиша Портер-Кристи          | 23 марта 2020   | 0.457               |
| 8       | 8          | «Скорее всего, это удастся» «Most Likely to Succeed»           | Джессика Лоури   | Ева Андерсон, Джей Франклин | 30 марта 2020   | 0.437               |
| 9       | 9          | «Теория игр и мескалин» «Game Theory and Mescaline»            | Аркаша Стивенсон | Брайан С. Браун             | 6 апреля 2020   | 0.485               |
| 10      | 10         | «Фелисити» «Felicity»                                          | Стивен Пит       | Энди Гринвальд              | 13 апреля 2020  | 0.449               |

## Критика
На сайте-агрегаторе Rotten Tomatoes сериал получил положительную оценку в 79 % на основе 29 рецензий со стороны критиков. Консенсус сайта гласит: «„Терновый куст“ порой более интригующий, чем таящаяся в его центре загадка, но очаровательная Розарио Доусон и сюрреалистичная обстановка гарантируют, что сериал всегда будет интересным».
На сайте Metacritic «Терновый куст» получил среднюю оценку в 66 баллов из 100 на основе 15 рецензий со стороны критиков, что указывает на «в целом положительные отзывы». 